# Chenebier
Chenebier is een gemeente in het Franse departement Haute-Saône (regio Bourgogne-Franche-Comté). De plaats maakt deel uit van het arrondissement Lure. Chenebier telde op 1 januari 2022 699 inwoners.

## Geografie
De oppervlakte van Chenebier bedroeg op 1 januari 2022 9,05 vierkante kilometer; de bevolkingsdichtheid was toen 77,2 inwoners per km².

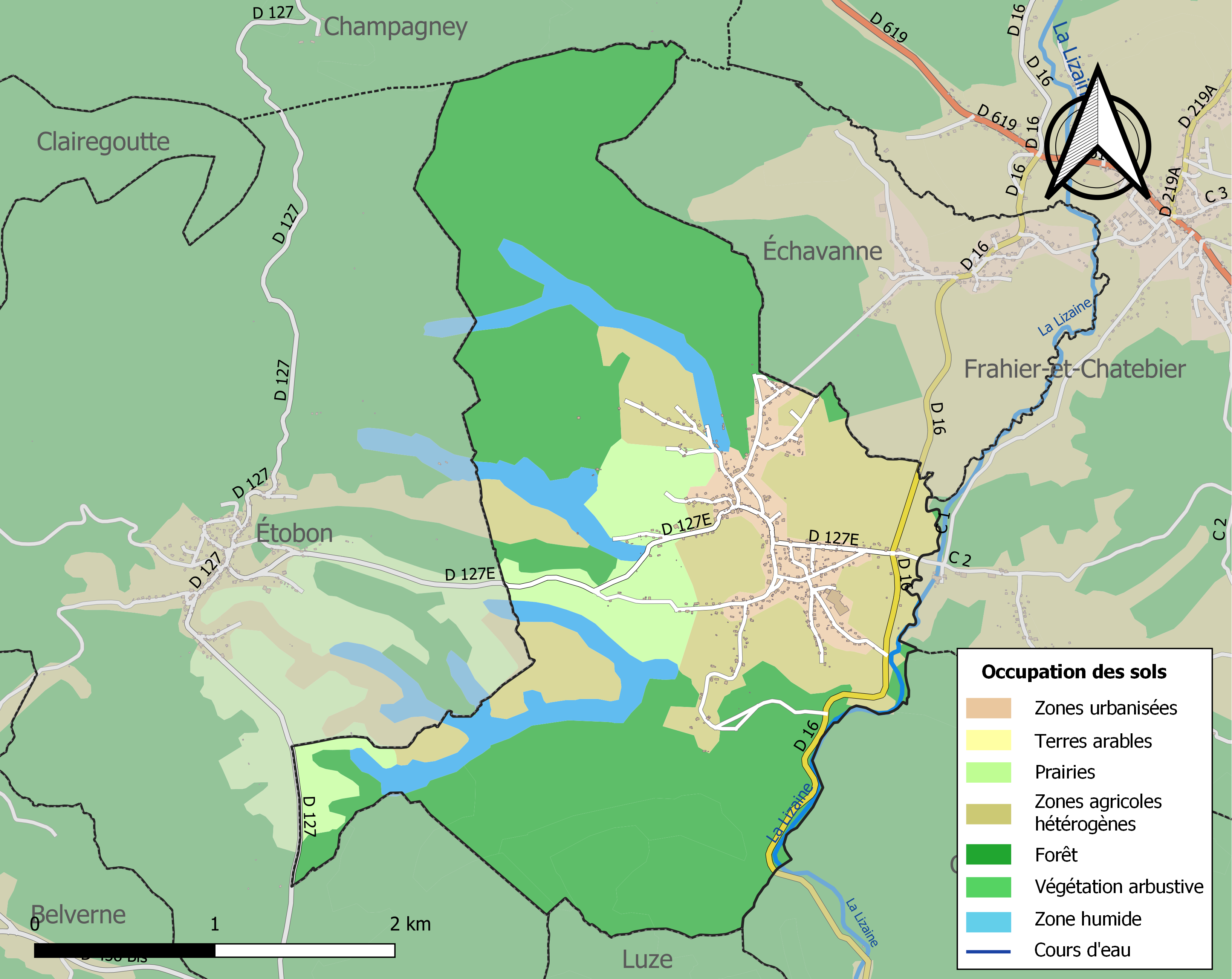
Kaart van de gemeente met de belangrijkste infrastructuur, bodemgebruik en omliggende gemeenten

## Demografie
Onderstaande figuur toont het verloop van het inwonertal (bron: INSEE-tellingen).